# Safe Trip Home
Safe Trip Home este cel de-al treilea album din cariera interpretei de origine engleză, Dido.

## Lista melodiilor
1. "Don't Believe in Love" (Dido Armstrong, Rollo Armstrong, Jon Brion) – 3:53
2. "Quiet Times" (Dido Armstrong) – 3:17
3. "Never Want To Say It's Love" (Dido Armstrong, Rollo Armstrong, Jon Brion) – 3:35
4. "Grafton Street" (Dido Armstrong, Rollo Armstrong, Brian Eno) – 5:57
5. "It Comes and It Goes" (Dido Armstrong, Rollo Armstrong, Jon Brion) – 3:28
6. "Look No Further" (Dido Armstrong, Rollo Armstrong, Jon Brion) – 3:14
7. "Us 2 Little Gods" (Dido Armstrong, Rollo Armstrong, Rick Nowels, Daisy Gough) – 4:49
8. "The Day Before The Day" (Dido Armstrong, Rollo Armstrong) – 4:13
9. "Let's Do The Things We Normally Do" (Dido Armstrong, Jon Brion) – 4:10
10. "Burnin' Love" (featuring Citizen Cope) (Dido Armstrong, Citizen Cope) – 4:12
11. "Northern Skies" (Dido Armstrong, Rollo Armstrong) – 8:57

### Cântece bonus
1. "For One Day" (Dido Armstrong) – 5:43 (Bonus iTunes/CD Deluxe Version)
2. "Summer" (Dido Armstrong) – 3:55 (Bonus iTunes/CD Deluxe Version)
3. "Northern Skies" (Rollo Version) (Dido Armstrong, Rollo Armstrong) – 5:53 (Bonus iTunes/CD Deluxe Version)
4. "The Day Before The Day (5/4)" (Early Mix) (Dido Armstrong, Rollo Armstrong) – 4:14 (Bonus iTunes  Version)